# 1,1-Dinitroeteno
1,1-Dinitroeteno é um composto químico orgânico nitrado extremamente instável, altamente reativo. É formado pela desidratação do 2,2-Dinitroetanol, mas não tem sido isolado numa forma estável. Sua formação, no decurso da reação de ciclopentadieno é pretendida, mas não comprovada. Há também relatos na literatura que lidam com as reações de compostos diazo. Cálculos quântico-químicos indicam que, apesar do impedimento estereoquímico grave, tem uma estrutura planar.